# Emelie Falk
Emelie Thérese Falk, född Wallberg 25 oktober 1986 i Örgryte församling, Göteborg, är en svensk skådespelerska som bland annat medverkat i den svenska dramaserien Fröken Frimans krig från 2013. 

## Biografi
Falk utbildades vid Teaterhögskolan i Malmö med examen 2011. Hon har även medverkat i Hair på Stockholms stadsteater, Den lilla sjöjungfrun på Dramaten och i Styckmord av och med Teater mutation.

## Filmografi
- 2011 – Sommardröm (kortfilm)
- 2013 – Vid skogens rand (novellfilm)
- 2013 – Fröken Frimans krig (TV-serie) (2 säsonger)
- 2014 – Mitt hjärta (kortfilm)
- 2015 – Se mig (kortfilm)
- 2015 – Gilla (kortfilm)
- 2018 – Gråzon (TV-serie)
- 2025 – Genombrottet (TV-serie)

## Teater

### Roller
| År   | Roll                          | Produktion                                                                 | Regi                                    | Teater                 |
| ---- | ----------------------------- | -------------------------------------------------------------------------- | --------------------------------------- | ---------------------- |
| 2011 | Leata                         | Hair Gerome Ragni, James Rado och Galt MacDermot                           | Ronny Danielsson                        | Stockholms stadsteater |
| 2014 |                               | Två herrars tjänare Carlo Goldoni                                          | Dritëro Kasapi                          | Uppsala stadsteater    |
| 2014 |                               | Morbror Vanja Anton Tjechov                                                | Yana Ross                               | Uppsala stadsteater    |
| 2014 |                               | Robin Hoods hjärta David Farr                                              | Gisli Örn Gardarsson Selma Björnsdottir | Uppsala stadsteater    |
| 2015 |                               | En hunds hjärta Michail Bulgakov                                           | Yana Ross                               | Uppsala stadsteater    |
| 2015 |                               | Ordets makt Ola Larsmo, Martin Lindberg, Åsa Lindholm och Lucia Cajchanova | Linus Tunström                          | Uppsala stadsteater    |
| 2016 |                               | Kung Lear William Shakespeare                                              | Linus Tunström                          | Uppsala stadsteater    |
| 2017 |                               | Som i en dröm                                                              | Birgitta Egerbladh                      | Uppsala stadsteater    |
| 2017 | Charlotte Löwensköld          | Löwensköldska ringen Selma Lagerlöf                                        | Anna Azcárate                           | Uppsala stadsteater    |
| 2018 |                               | Den talangfulle Mr Ripley Patricia Highsmith                               | Jonas Österberg Nilsson                 | Uppsala stadsteater    |
| 2020 |                               | Årets svensk Gertrud Larsson                                               | Michaela Granberg                       | Uppsala stadsteater    |
| 2020 | Nina                          | Måsen (Чайка, Tjajka) Anton Tjechov                                        | Dennis Sandin                           | Uppsala stadsteater    |
| 2021 | Zehava, skeppsläkare (en mus) | Djur som hatar människor Erik Gedeon                                       | Erik Gedeon                             | Uppsala stadsteater    |